# Гимназия № 43 (Омск)
Гимназия № 43 — среднее общеобразовательное учебное заведение в Октябрьском округе г. Омска. Гимназия продолжительное время тесно сотрудничает с ОмГПУ (кафедра органической химии, кафедра методики преподавания химии, кафедра прикладной экологии), Омским государственным университетом путей сообщения, педагогическими колледжами № 1 и № 3, главным управлением по природным ресурсам Омской области, городским детским эколого-биологическим центром, организует совместную деятельность с кафедрами ИПКРО.

## История
Средняя общеобразовательная школа № 43 была основана 15 августа 1985 года.
В 1992 году образовательное учреждение получило статус «средняя общеобразовательная школа-гимназия № 43».
В 1999 году после аттестации и государственной аккредитации образовательному учреждению был присвоен статус муниципального образовательного учреждения «Гимназия № 43».
Начина с 2007—2008 учебного года образовательное учреждение работает в первую смену.
С 2008 года, после подключения гимназии к бесплатному интернету, в гимназии действует виртуальный клуб, где учащиеся могут посещать образовательные сайты и организовывать межшкольные онлайн-конференции.
С 2010 года в гимназии проводится ежегодный муниципальный конкурс пластилиновой минискульптуры «Пластилиновая ворона». Идея конкурса принадлежит заслуженному учителю России, преподавательнице изобразительного искусства Наталье Носковой, по словам заместителя директора гимназии Оксаны Гашковой, организаторами конкурса можно также назвать бывшего директора гимназии Олега Грицину и выпускницу гимназии Наталью Степанову. В рамках этого конкурса имеется заочное соревнование юных авторов пластилиновой анимации.
В 2012 году за счёт родителей в гимназии была установлена система видеонаблюдения.

## Общая информация
Микроучасток БОУ «Гимназия № 43»:
- ул. Краснопресненская 4, 6;
- ул. Кирова 3, 5, 5а, 7, 9;
- ул. 5-я Рабочая 70, 70а, 70б, 83, 85, 85а;
- ул. 4-я Транспортная 32, 34.

В соответствии с Уставом в гимназию зачисляются учащиеся с микроучастка, а также при наличии свободных мест дети с микроучастков других школ, желающие обучаться в гимназии.
В гимназии обучается 860 человек, всего 32 класса — комплекта. Количество классов по ступеням обучения: — начальная школа — 12 классов — комплектов — основная школа — 16 классов — комплектов — средняя школа — 4 классов — комплектов.
Образовательное учреждение работает в первую смену, во вторую организовано дополнительное образование учащихся: кружки, факультативы, элективные курсы, спецкурсы и индивидуальная работа с учащимися по подготовке к олимпиадам, НОУ.
Режим гимназии: 6 — дневная рабочая неделя, продолжительность урока — 45 минут (пн-пт) и 40 минут (сб). В 5-8, 10 классах гимназических классах проводится зимняя и летняя сессии, в 9, 11 классах проводится зимняя сессия и государственная итоговая аттестация.

### Педагогический состав
Гимназия имеет достаточное кадровое обеспечение. Всего число учителей − 61. В преподавательском составе есть и бывшие выпускники гимназии.
В гимназии преподают:
- заслуженные учителя РФ — 3;
- отличники народного образования — 6;
- почётный работник образования РФ — 8;
- победители конкурса среди учителей в рамках реализации национального проекта образования — 9.

Уровень образования преподавательского состава:
- высшее образование — 85 %;
- неоконченное высшее образование — 5 %;
- среднее специальное образование — 10 %;

Уровень квалификации преподавательского состава:
- аттестовано на высшую категорию — 38 %;
- аттестовано на первую категорию — 38 %;
- аттестовано на вторую категорию — 16 %;
- не аттестовано — 8 %.

## Успехи
- В 2006 году БОУ «Гимназия № 43» признана одним из 30 омских победителей конкурсного отбора общеобразовательных школ, внедряющих инновационные образовательные программы[7];
- Сайт БОУ «Гимназия № 43» признан победителем конкурса «На лучший сайт образовательного учреждения», среди лицеев и гимназии г. Омска. По итогам работы жюри конкурса сайт набрал максимальное количество баллов[источник не указан 3399 дней];
- Учащиеся гимназии регулярно становятся победителями и призёрами различных федеральных и региональных олимпиад и конкурсов[источник не указан 3399 дней].
- Согласно рейтингу успеваемости школ Омска, составленному в 2012 году Омским государственным техническим университетом, гимназия № 43 находилась на 2 месте в городе[8]. В 2013-2015 годах она занимала место во второй половине списка[9].

## Известные выпускники
- Геращенко, Дмитрий — участник рэп-группы ГРОТ
- Евсеев, Виталий — участник рэп-группы ГРОТ
- Зоркальцев, Александр — общественный деятель.